# Ralph Bucknall
Ralph Bucknall foi um membro do parlamento por Petersfield durante o início do século XVIII.
Em 1697, Bucknall tornou-se Lord of the Manor of Petersfield. Em 1670 ele casou-se com Elizabeth, filha de John Birch de Whitbourne, Herefordshire; eles tiveram 1 filho e 3 filhas. Cervejeiro de profissão, ele também tinha uma comissão governamental para continuar a manufatura de linho e papel em Jersey e Guernsey.